# Apistogramma macmasteri
Apistogramma macmasteri Kullander, 1979  è un pesce d'acqua dolce appartenente alla famiglia Cichlidae.

## Distribuzione
Proviene dal bacino del fiume Orinoco, in Colombia.

## Descrizione
Il corpo è compresso lateralmente e raggiunge una lunghezza massima di 5,5 cm; le femmine sono più piccole dei maschi. Il dimorfismo sessuale si nota anche nelle pinne: la pinna dorsale del maschio è più alta e la pinna caudale è gialla con i margini rossi invece che trasparente. La colorazione varia dal crema al bruno chiaro, con una linea scura irregolare che parte dalla testa attraversando l'occhio e arriva al peduncolo caudale, su cui è presente una macchia nera.

## Acquariofilia
Gli esemplari di A. macmasteri allevati per l'acquariofilia sono ricercati per i colori sgargianti, i quali potrebbero essere stati ottenuti tramite incroci con Apistogramma viejita. Necessita di vasche ampie e ricche di nascondigli; i maschi sono territoriali e non possono quindi essere tenuti insieme.

## Riproduzione
Si riproduce a fine giugno; è oviparo e nasconde le uova negli anfratti delle rocce. La femmina sorveglia le uova e poi gli avannotti.